# ラッキー・ルーク

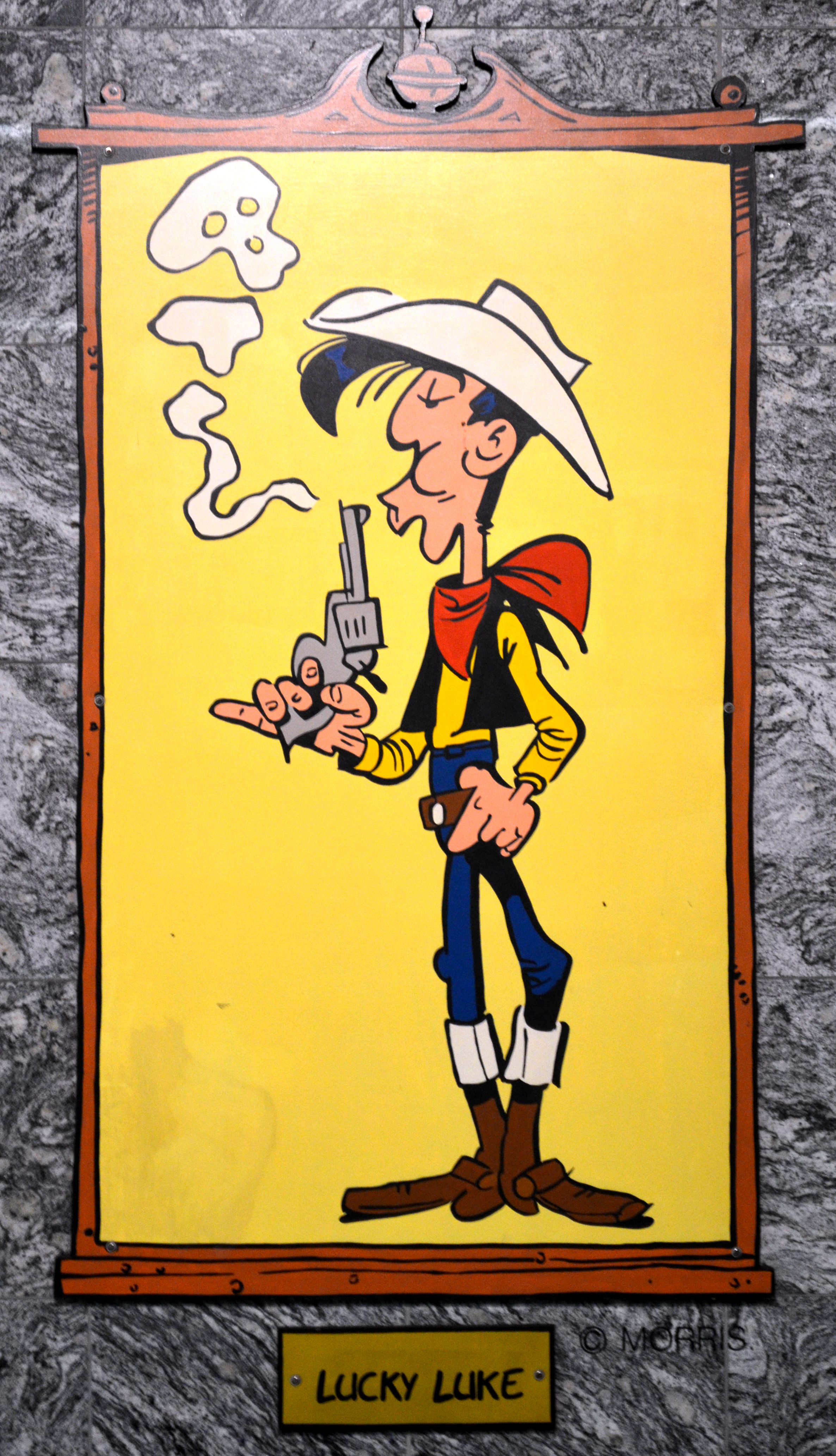

『ラッキー・ルーク』(Lucky Luke) はフランスの漫画原作者ルネ・ゴシニの原作、ベルギーの漫画家・モーリス (Morris)の作画による西部劇漫画（バンド・デシネ、劇画）である。「ラッキー・リューク」という表記もみられる。フランス語ではルキ・ルクと発音する。1946年から連載されている。本作は、自らの影よりも早く撃つことができるガンマン、ラッキー・ルークを主題としている。
それを原作とするアニメーションが、1970年代から1980年代にかけて、ベルギーのアニメーションスタジオであるベルヴィジョン・スタジオがアニメ化したほか、実写映画も作られている。
日本では1973年12月から、双葉社にて『アステリックス』と共に日本語訳が出版された。その後、長編アニメが1970年代後半に上陸し、子どもの長期休み期間の朝のアニメ大会に放映されたがソフト化はされておらず、PlayStation対応のゲームなども出ているものの、欧米ほどの人気は出ていない。

## ゲーム
PlayStation用ゲーム 1998年11月5日サミーより発売。